# Gakulpur
Gakulpur es una  ciudad censal situada en el distrito de Tripura meridional en el estado de Tripura (India). Su población es de 8361 habitantes (2011). Se encuentra orillas del río Gumti.

## Demografía
Según el censo de 2011 la población de Gakulpur era de 8361 habitantes, de los cuales 4240 eran hombres y 4121 eran mujeres. Gakulpur tiene una tasa media de alfabetización del 87,50%, superior a la media estatal del 87,22%: la alfabetización masculina es del 91,25%, y la alfabetización femenina del 83,66%.